# Changes (2Pac)
Changes is een single van de Amerikaans rapper 2Pac die postuum, ruim twee jaar na zijn dood, werd uitgebracht. Het nummer werd een grote hit in veel Europese landen, waardoor 2Pac een breder publiek kreeg. In Nederland stond het 14 weken in de Top 40, waarvan drie weken op nummer 1. De plaat kwam tevens binnen op deze positie.
In het nummer gaat 2Pac vooral in op zaken die dicht bij hem stonden, zoals racisme, drugs, politiegeweld en het bendeleven. Naast de rap en beats is in Changes een pianopartij te horen. Dit is een versimpelde versie van Bruce Hornsby & The Range' The Way It Is uit 1986. Hiernaast bevat het ook een sample van zijn nummer "I wonder if Heaven got a ghetto", dat al eerder postuum werd uitgebracht.
De videoclip bestond uit fragmenten van oudere clips aangevuld met home-video-fragmenten van 2Pac en enkele onbekende foto's.

## NPO Radio 2 Top 2000
| Nummer met noteringen in de NPO Radio 2 Top 2000 | '15 | '16 | '17 | '18 | '19 | '20 | '21 | '22 | '23 | '24 |
| ------------------------------------------------ | --- | --- | --- | --- | --- | --- | --- | --- | --- | --- |
| Changes                                          | 585 | 582 | 691 | 551 | 715 | 594 | 555 | 560 | 583 | 529 |

1. ↑  Een vetgedrukt getal geeft de hoogste notering aan.
2. ↑  2015 was het eerste jaar met een notering voor dit nummer.